# یاغی مغرور
یاغی مغرور (انگلیسی: The Proud Rebel) یا غرور و تمرد در ایران فیلمی در ژانر وسترن به کارگردانی مایکل کورتیز است که در سال ۱۹۵۸ منتشر شد.

## بازیگران
- الن لاد
- سسیل کلاوای
- دین جاگر
- هری دین استنتون
- هنری هال
- جان کارادین
- اولیویا دی هاویلند